# Euryphorus nordmannii
Euryphorus nordmannii is een eenoogkreeftjessoort uit de familie van de Caligidae. De wetenschappelijke naam van de soort is voor het eerst geldig gepubliceerd in 1840 door Milne Edwards.